# Parco nazionale di Cairngorms
Il parco nazionale di Cairngorms (inglese: Cairngorms National Park; gaelico scozzese: Pàirc Nàiseanta a' Mhonaidh Ruaidh) è un'area naturale protetta situata nel nordest della Scozia, istituita nel 2003. È stato il secondo parco nazionale creato dal Parlamento scozzese, dopo il Parco nazionale Loch Lomond e Trossachs, stabilito nel 2002. Il parco comprende la catena montuosa di Cairngorm e le colline circostanti. Inizialmente il più vasto dell'Arcipelago britannico, nel 2010 è stato esteso all'area delle Highlands scozzesi di Perth e Kinross.

## Area
Il parco di Cairngorms copre un'area di 4.528 km² nelle regioni dell'Aberdeenshire, Moray, Highland, Angus e Perth e Kinross. La montagne Cairngorm presentano un paesaggio spettacolare, simile ai parchi nazionali norvegesi come quello di Hardangervidda, con grandi altopiani e laghi naturali. Il parco è classificato nella V categoria dei parchi nazionali, con area adibite alla coltivazione e zone particolarmente fruibili agli escursionisti. Il sito turistico di Aviemore è una popolare destinazione vacanziera, mentre i luoghi meno conosciuti di Dalwhinnie, Newtonmore e Kingussie sono meta di quegli escursionisti che amano zone più solitarie e di una bellezza peculiarmente locale, entrando dalla parte meridionale del parco stesso. All'interno di Crairngorms si trovano anche riserve di flora e fauna, e antiche distillerie di whisky di single malt.

## Confini del parco
Prima che il parco fosse creato nel 2003, lo  Scottish Natural Heritage  ha condotto un giro di consultazioni, considerandone i confini, le competenze e la struttura del nuovo parco e del rispettivo ente gestore. Un'opzione offerta è stata presentata per l'area comprendente Tomatin, Blair Atholl, Aboyne e Glen Shee, che avrebbe reso il parco due volte più grande del Lake District in Inghilterra. L'area prescelta è stata poi più piccola del previsto, ma sempre la più grande esistente in Gran Bretagna. Ha incluso le zone di confine a Carrbridge, Laggan, Dalwhinnie, Grantown on Spey e Ballater. Molti gruppi e le comunità locali ritennero però che una vasta area delle Highlands di Perth e Kinross avrebbero dovuto far parte del parco nazionale ed svolsero una sostenuta campagna a favore di questa estensione.
Il 13 marzo 2008 il parlamentare scozzese SNP Michael Russell annunciò che il parco nazionale di Cairngorms si sarebbe esteso a comprendere Blair Atholl e Spittal of Glenshee. Ci sono state anche delle polemiche per la costruzione della funicolare Cairngorm Mountain Railway a Cairn Gorm, schema supportato dal nuovo Ente del parco nazionale, la National Park Authority. I sostenitori dello schema affermavano che tale progetto avrebbe portato del prezioso turismo in Scozia, mentre gli avversari asserivano che un tale sviluppo non era adatto ad un'area protetta. Per ridurre l'erosione, la ferrovia funicolare gestisce un "sistema chiuso" e permette l'accesso degli sciatori (in stagione) solo dalla stazione superiore di Ptarmigan. Il 4 ottobre 2010 il parco è stato esteso ad includere gli altipiani del Perthshire e Glenshee.